# جووانی آنتونیو بولترافیو
جووانی آنتونیو بولترافیو (انگلیسی: Giovanni Antonio Boltraffio؛ تولد:۱۴۶۶ یا ۱۴۶۷- مرگ: ۱۵۱۶) نقاش اهل کشور ایتالیا بود. وی در یک خانوادهٔ اشرافی در میلان زاده شد.